# Zumaglia
Zumaglia là một đô thị ở tỉnh Biella vùng Piedmont của nước Ý, có vị trí cách khoảng 60 km về phía đông bắc của of Torino và khoảng 3 km về phía đông nam của of Biella. Tại thời điểm ngày 31 tháng 12 năm 2004, đô thị này có dân số 1.114 người và diện tích là 2,6 km².
Zumaglia giáp các đô thị: Biella, Pettinengo, Ronco Biellese.